# Митрофанов, Михаил Михайлович
Митрофанов, Михаил Михайлович (1900, Бийск — 26 июня 1919, Бийск) — участник подпольной пробольшевистской группы Мерлина в Бийске в 1919 г.

## Биография
Родился в Бийске в семье служащего. Учился в гимназии, увлекался историей, литературой, обладал способностями к языкам. Ему пророчили блестящие будущее. С марта 1917 г. часто посещал митинги, собрания, пытаясь разобраться в платформах различных политических партий. Встал на сторону большевиков, убеждений своих не скрывал.

## Участие в красном подполье
В августе 1918 г. впервые арестован, но вскоре освобожден по ходатайству преподавателей гимназии и за недостаточностью улик. В январе 1919 г. снова в тюрьме, исключен из гимназии. После освобождения стал членом группы П. М. Мерлина, возглавил одну из «пятерок». Вовлек в подпольную работу сестру Агнию. Она печатала листовки на машинке, подпольщики распространяли их.
18 мая 1919 года группа была раскрыта внедрённым агентом и арестована. Митрофанов, а также П. М. Мерлин, М. К. и Н. М. Казанцев, В. С. Шадрин были приговорены военно-полевым судом к повешению. Уже на месте казни повешение заменено расстрелом (26 июня 1919).

## Память
27 декабря 1919 расстрелянные белыми участники группы Мерлина были с революционными почестями перезахоронены в братской могиле на городском кладбище. На могиле установлен памятник.
В честь Митрофанова названа одна из магистральных улиц Бийска, проходящая от железнодорожного вокзала до реки Бия. Улица Митрофанова пересекается с улицами, названными в честь других подпольщиков Мерлина и Шадрина.